# Vallée supérieure de la Sûre et affluents de la frontière belge à Esch-sur-Sûre
Vallée supérieure de la Sûre et affluents de la frontière belge à Esch-sur-Sûre este o arie protejată (arie de protecție specială avifaunistică — SPA) din Luxemburg întinsă pe o suprafață de 3.587 ha, integral pe uscat.

## Localizare
Centrul sitului Vallée supérieure de la Sûre et affluents de la frontière belge à Esch-sur-Sûre este situat la coordonatele 49°53′25″N 5°51′22″E / 49.8903°N 5.8561°E.

## Înființare
Situl Vallée supérieure de la Sûre et affluents de la frontière belge à Esch-sur-Sûre a fost declarat arie de protecție specială avifaunistică în ianuarie 2004 pentru a proteja 34 de specii de animale.

## Biodiversitate
Situată în ecoregiunea continentală, aria protejată conține 11 habitate naturale: Pajiști cu Molinia pe soluri calcaroase, turboase sau argilos-nămoloase (Molinion caeruleae), Liziere de ierburi înalte hidrofile de câmpie și de nivel montan până la alpin, Fânețe de joasă altitudine (Alopecurus pratensis, Sanguisorba officinalis), Mlaștini turboase de tranziție și turbării mișcătoare, Grohotișuri silicioase medio-europene, la altitudine înaltă, Pante stâncoase silicioase cu vegetație casmofită, Roci stâncoase cu vegetație pionieră de Sedo-Scleranthion sau Sedo albi-Veronicion dillenii, Păduri de fag Luzulo-Fagetum, Păduri de fag Asperulo-Fagetum, Păduri pe pante, grohotișuri și ravene de Tilio-Acerion, Păduri aluvionare cu Alnus glutinosa și Fraxinus excelsior (Alno-Padion, Alnion incanae, Salicion albae).
La baza desemnării sitului se află mai multe specii protejate:
- păsări (29): uliu porumbar (Accipiter gentilis), pescăruș albastru (Alcedo atthis), stârc cenușiu (Ardea cinerea), cocoșul de mesteacăn (Bonasa bonasia), buha (Bubo bubo), barză neagră (Ciconia nigra), mierla de apă (Cinclus cinclus), erete de stuf (Circus aeruginosus), erete vânăt (Circus cyaneus), corb (Corvus corax), ciocănitoarea de stejar (Dendrocopos medius), ciocănitoare neagră (Dryocopus martius), șoim călător (Falco peregrinus), sfrâncioc roșiatic (Lanius collurio), sfrâncioc mare (Lanius excubitor), ferestrașul mare (Mergus merganser), gaia neagră (Milvus migrans), gaia roșie (Milvus milvus), codobatură de munte (Motacilla cinerea), vultur pescar (Pandion haliaetus), pițigoi moțat (Parus cristatus), viespar (Pernis apivorus), cormoran mare (Phalacrocorax carbo), pitulice sfârâitoare (Phylloscopus sibilatrix), ciocănitoarea verde (Picus viridis), corcodel mare (Podiceps cristatus), mărăcinar (Saxicola rubetra), sitar de pădure (Scolopax rusticola), turturică (Streptopelia turtur)
- mamifere (2): castor (Castor fiber), vidră de râu (Lutra lutra)
- nevertebrate (1): Lycaena helle
- pești (2): zglăvoacă (Cottus gobio), cicar (Lampetra planeri)

Pe lângă speciile protejate, pe teritoriul sitului au mai fost identificate 12 specii de plante, 3 specii de mamifere, 6 specii de nevertebrate.